# Profesor Bosco
Profesor Bosco (ang. The Professor) − amerykański film niemy z 1919 roku, w reżyserii Charliego Chaplina.

## Główne role
- Charlie Chaplin – prof. Bosco
- Henry Bergman – brodacz
- Albert Austin – mężczyzna w przytułku
- Loyal Underwood – właściciel przytułka
- Tom Wilson – mężczyzna w przytułku
- Tom Wood – gruby mężczyzna w przytułku